# Prigionieri di guerra finlandesi in Unione Sovietica
Ci furono due ondate di prigionieri di guerra finlandesi in Unione Sovietica durante la seconda guerra mondiale: una durante la Guerra d'inverno e una nella Guerra di continuazione.

## Guerra d'inverno
Prima della Guerra d'inverno (1939-1940), l'URSS istituì un campo principale per i prigionieri di guerra finlandesi dentro l'ex monastero vicino a Grjazovec nell'Oblast' di Vologda. Il Commissariato del popolo per gli affari interni si aspettava molti prigionieri come risultato della guerra e pianificò nove campi per accogliere circa 25000 uomini. Tuttavia, nel complesso nella Guerra d'inverno ci furono solo circa 900 prigionieri di guerra finlandesi; di questi 600 andarono al campo di Grjazovec. Un totale di 838 prigionieri finlandesi ritornò in patria; gli ultimi partirono dalla Russia il 20 aprile 1940.

## Guerra di continuazione
Il numero di prigionieri finlandesi durante la guerra di continuazione è stimato tra le 2377 e le 3500 persone.

### Versione sovietica
Secondo le statistiche sovietiche, la Finlandia perse 2377 uomini come prigionieri di guerra e il loro tasso di mortalità fu del 17%.
Secondo lo storico russo Viktor Konasov, 2476 finlandesi furono registrati dall'NKVD; di questi, 1972 furono destinati ai campi di lavoro: la maggioranza fu portata al campo 158 di Čerepovec, nell'Oblast' di Vologda, e nei suoi sottocampi. Di tutti i catturati, 582 provenivano dall'offensiva finnica del 1941, 506 dal 1942-1943 e 2313 durante l'offensiva russa del 1944.

### Versione finlandese
Gli storici finlandesi stimano che il numero di prigionieri fosse attorno alle 3500 persone, di cui cinque erano donne. Il numero di deceduti è stimato attorno alle 1500 persone. Circa 2000 persone tornarono a casa. E' stimato che il tasso di mortalità sia stato del 40%. Il risultato è diverso dalle statistiche sovietiche, che considerarono solo i prigionieri che sopravvissero fino al raggiungimento di un campo di prigionia. Gli studi finlandesi hanno tracciato i percorsi dei vari individui e i loro destini. Le cause di morte più frequenti furono freddo, fame e trasporto oppressivo.
All'inizio delle catture, le esecuzioni dei prigionieri di guerra finlandesi erano solitamente fatte dai partigiani sovietici. I partigiani operavano all'interno del territorio finlandese e spesso eseguivano i loro prigionieri civili e militari dopo un breve interrogatorio. Solitamente gli ufficiali catturati avevano una chance di sopravvivere fino ad arrivare a un lungo interrogatorio ai quartieri generali dei partigiani careliani sovietici al fronte careliano o ai quartieri dell'NKVD. Dopo questo, un prigioniero finlandese aveva una maggiore possibilità di sopravvivere fino alla fine della guerra.
L'alto tasso di mortalità dei prigionieri creava problemi oggettivi, come enormi perdite di territorio all'inizio della guerra e un alto numero di prigionieri. C'era carenza di cibo e medicine e i prigionieri dovevano compiere lavori estenuanti all'interno dei campi. Inoltre, il trattamento medico era di livello molto basso. Tuttavia, complessivamente il trattamento dei prigionieri di guerra finlandesi era umano, considerando il periodo di guerra.

## Conseguenze
Nel 1992 un memoriale fu istituito al cimitero di Čerepovec, dove i prigionieri finlandesi erano sepolti.